# زیردریایی یو-۲۸۷
زیردریایی یو-۲۸۷ (به انگلیسی: German submarine U-287) یک زیردریایی بود که طول آن ۶۷٫۱ متر (۲۲۰ فوت ۲ اینچ) بود. این زیردریایی در سال ۱۹۴۳ ساخته شد.